# Myotis pequinius
Myotis pequinius is een vleermuis uit het geslacht Myotis die voorkomt in China, waar hij gevonden is in de provincies Shandong, Jiangsu, Henan en Sichuan en in de gemeente Peking. Deze soort behoort tot dezelfde groep binnen Myotis als de franjestaart (M. nattereri) en is het nauwst verwant aan M. bombinus. Een Myotis uit de provincie Shaanxi vertegenwoordigt mogelijk een aparte, verwante soort.
M. pequinius lijkt op een grotere versie van de franjestaart met een relatief kleinere tragus en grotere voeten. De voorarmlengte bedraagt 49,60 tot 52,70 mm, de vleugelspanwijdte 340,0 tot 346,0 mm, de achtervoetlengte 10,9 tot 11,80 mm, de oorlengte 14,94 tot 15,98 mm en het gewicht 9,80 tot 11,50 g. Voor het exemplaar uit Shaanxi bedraagt de voorarmlengte 43,8 mm, de oorlengte 19,9 mm en de achtervoetlengte 8,4 mm. Voor de echolocatie gebruikt M. pequinius een frequentie van rond de 33 kHz. Deze soort eet voornamelijk kevers. Waarschijnlijk komt M. pequinius net als de franjestaart aan zijn eten door de kevers van de bodem of van vegetatie af te pakken.